# Station Halen (Duitsland)
Station Halen (Bahnhof Halen) is een spoorwegstation in de Duitse plaats Halen, in de deelstaat Noordrijn-Westfalen. Het station ligt aan de spoorlijn Oldenburg - Osnabrück. Het station telt één perronspoor. Op het station stoppen alleen treinen van de NordWestBahn.
Het stationsgebouw dateert oorspronkelijk uit 1874. Het werd verkocht in de jaren 1990 en werd na renovatie in gebruik genomen als meergezinswoning.

## Treinverbindingen
De volgende treinserie doet station Halen aan:
| Serie | Treinsoort                  | Route                                                                | Bijzonderheden |
| ----- | --------------------------- | -------------------------------------------------------------------- | -------------- |
| RB 58 | Regionalbahn (NordWestBahn) | Osnabrück Hbf – Halen – Bramsche – Vechta – Delmenhorst – Bremen Hbf | Der Bramscher  |